# Prissé-la-Charrière
Prissé-la-Charrière är en kommun i departementet Deux-Sèvres i regionen Nouvelle-Aquitaine i västra Frankrike. Kommunen ligger i kantonen Beauvoir-sur-Niort som tillhör arrondissementet Niort. År 2015 hade Prissé-la-Charrière 646 invånare.

## Befolkningsutveckling
Antalet invånare i kommunen Prissé-la-Charrière
| Referens: INSEE |